# وعلان خشن
وعلان خشن (الاسم العلمي: Commelina scabra) هو نوع من النباتات يتبع جنس الوعلان من الفصيلة الوعلانية.